# Suharyadi
Hary Suharyadi, né le 14 février 1965, est un joueur de tennis indonésien.
Il s'est marié en 1994 avec la joueuse de tennis Yayuk Basuki.

## Carrière
C'est dans le cadre de la Coupe Davis qu'il s'est surtout distingué. Membre de l'équipe d'Indonésie entre 1984 et 1993, il totalise 11 victoires pour 16 défaites. En 1988, grâce à ses 8 succès en 9 matchs contre la Thaïlande, la Chine et la Corée du Sud, il permet à son équipe de rejoindre le groupe mondial en 1989. Ils y affrontent l'Allemagne au premier tour. Il ne joue qu'en double associé à Donald Wailan-Walalangi et échoue face à la paire composée de Boris Becker et d'Eric Jelen sur le score de 6-2, 6-4, 6-1. Lors des barrages, il perd ses trois matchs contre les néerlandais Michiel Schapers et Tom Nijssen.
Il a participé à trois olympiades : à Los Angeles il perd au premier tour contre Kelly Jones, à Séoul il se qualifie en double avec Donald Wailan mais s'incline contre les n°2 et 3 mondiaux, Robert Seguso et Ken Flach. Enfin, à Barcelone, avec Bonit Wiryawan, il passe un tour en double avant de perdre face aux yougoslaves Goran Ivanišević et Goran Prpić.
Il a réalisé ses meilleures performances en double en atteignant la finale du Challenger de Jakarta en 1987 et 1990 et en reportant le tournoi Satellite au même endroit en 1987, 1989 et 1992.